# Torre Allianz
La Torre Allianz, apodada Il Dritto (en español, "El Recto"), es un rascacielos situado en Milán, Italia. Fue diseñado por el arquitecto japonés Arata Isozaki y el arquitecto italiano Andrea Maffei. Con 209 m de altura es el edificio más alto de Italia tanto por altura de azotea como por altura de antena, siendo además el cuarto más alto de la Unión Europea por altura de antena.
Tiene 50 plantas, de las cuales 46 se destinarán a oficinas, y en ella trabajarán 3 800 personas. Se caracterizará por tener plantas completamente iluminadas por la luz natural con vistas panorámicas. Mediante un vestíbulo de dos plantas, la Torre Allianz estará conectada directamente con la plaza central de CityLife (antigua zona de la Feria en remodelación) y con la plaza subterránea donde estará la estación Tre Torri del Metro de Milán.
Aunque inicialmente iba a ser ocupado por Assicurazioni Generali, fue comprado por la empresa alemana Allianz.

## Construcción
En el mes de marzo de 2012 empezaron las obras de preparación para la construcción de la torre, con la realización de la losa de cimentación, que tiene unas dimensiones de 63 x 27 metros.
En mayo de 2012 se adjudicó el contrato para el proyecto ejecutivo y la construcción del edificio. En verano del mismo año empezaron a elevarse las primeras plantas del edificio, y en otoño el edificio ya había superado el nivel de la calle.
La velocidad de la construcción aumentó considerablemente durante el año siguiente hasta estabilizarse en una planta por semana en mayo del mismo año. Como se puede constatar en la numeración de las plantas realizada durante la construcción, la estructura del edificio alcanzó la novena planta en junio, la 13.ª en julio, la 17.ª en agosto, la 21.ª en septiembre y la 27.ª en noviembre.
En el mes de noviembre se inició también el acristalamiento del edificio, con la instalación de los paneles de vidrio, que a finales de 2013 habían alcanzado la octava planta. El 29 de marzo de 2014 la torre alcanzó la planta 38.ª y el acristalamiento la planta 23ª. El 28 de junio la torre alcanzó la planta 49.ª y el acristalamiento la 33ª.
El 31 de julio de 2014 la construcción alcanzó la planta 50.ª y última, llegando a una altura de poco más de 209 metros, mientras que el acristalamiento llegó a la planta 40ª.
El 28 de febrero de 2015 se terminó la construcción de la antena, que hizo que el rascacielos tuviera una altura total de 249 m. El 9 de abril de 2022 esta antena fue sustituida por una nueva, que elevó la altura total del edificio a 259 m.
Toda la construcción del edificio se confió a la constructora Colombo Costruzioni S.p.A. de la comuna de Lecco, gestora también de la edificación del proyecto Porta Nuova y del Bosco Verticale, ambos en Milán.

## Transporte
Se puede llegar al edificio desde la estación Tre Torri de la Línea M5 del Metro de Milán.